# Georges Zuka Mun'do Ngonda Lemba
 (novembre 2024).
Si vous disposez d'ouvrages ou d'articles de référence ou si vous connaissez des sites web de qualité traitant du thème abordé ici, merci de compléter l'article en donnant les références utiles à sa vérifiabilité et en les liant à la section « Notes et références ».
Georges Zuka Mon’do Ugonda-Lemba est un homme politique de la république démocratique du Congo. Il est Vice-ministre de l’intérieur  dans le gouvernement Muzito III.

## Biographie
Georges Zuka Mon'do Ugonda-Lemba, de son nom complet, est Congolais d'origine, né à Leverville (devenue plus tard Lusanga) le 21 mars 1957 dans l'actuelle province du Kwilu ( un ancien district de la défunte province deBandundu) en République Démocratique du Congo. Il passe l'ensemble de son parcours scolaire (1964-1976) dans des écoles des Prêtres Jésuites, de la Mission catholique Tumikia au Collège Jésuite de Kiniati en transitant par le Petit Séminaire de Kinzambi, situé à quelques encablures de la ville de Kikwit. Après deux ans de service civique comme enseignant au cycle secondaire, il entreprend en 1978 les études supérieures à l'École nationale des finances qu'il termine en 1981 avec un diplôme en science et techniques fiscales. Aussitôt engagé par la Fonction Publique du Zaïre à l'époque, il est affecté dans l'Administration fiscale où il gravit tous les échelons hiérarchiques jusqu'au grade de Directeur. Parallèlement à sa carrière de fonctionnaire, il amorce des études universitaires en management, avec comme principale motivation d'acquérir des compétences à même de l'aider à faire partie un jour d'un groupe politique déterminé à offrir à la République Démocratique du Congo (RDC) une alternative à la mal gouvernance devenue structurelle dans ce pays. Ces études universitaires l'ont conduit à devenir en 2010 le premier Docteur en management économique et droits humains à la CHAIRE UNESCO de l'Université de Kinshasa pour les pays de l'Afrique centrale et de la SADC.

## Carrière politique
Fonctionnaire et plusieurs fois membre des Cabinets politiques (de l'Hotel de ville de Kinshasa, des Ministères des Finances et du Budget), il est nommé en 2010 Vice-Ministre de l'Intérieur et de la Sécurité pour une responsabilité qui ira jusqu'en 2012.

## Professeur des universités
Comme chercheur et professeur d'université, ses domaines de recherche sont double: le management et la bonne gouvernance publique pour le développement national ainsi que l'optimisation du domaine des finances publiques et de la fiscalité.
Ses recherches ont abouti à quelques publications-phares ci-dessous : 1. La fiscalité des entités administratives décentralisées au Congo-Zaïre. Appel à la relecture (1998); 2. La bonne gouvernance des finances publiques, comme condition de succès du premier Gouvernement de la 3ème République (2007); 3. Management et gestion de l'entreprise (2012); 4. Bonne gouvernance du système global des prélèvements publics, garantie de droits de l'Homme en République Démocratique du Congo (2019).
Par ailleurs, engagé socialement et politiquement, Georges Zuka Mun'do Ngonda Lemba est fondateur de l'ONG "Organisation des chômeurs du Congo pour le Développement Humain Durable, OCHOC-DHD en sigle",  et, en outre, cofondateur du parti politique Ensemble pour la République, actuellement dirigé par Moïse Katumbi. 
Dans le monde académique, il est Titulaire adjoint de la chaire UNESCO de l'UNIKIN pour les pays de l'Afrique centrale et de la SADC et professeur dans plusieurs établissements d'enseignement supérieur et universitaire tant publics que privés en RDC.